# Едита Щерба
Едита Стерба (на немски: Editha Sterba, по баща Едита фон Раданович-Хартман) е австрийски психоаналитик.

## Биография
Родена е на 6 май 1895 година в Будапеща, Австро-Унгария, в семейството на полковник. След като завършва гимназия влиза във Виенския университет, за да учи немски език и литература, както и класическа филология. През 1916 г. сменя специалността си на музикология. Завършва висшето си образование през 1921 с дисертация на тема „Виенската песен от 1789 до 1915“.
През 1925 г. тя става асоцииран член на Виенското психоаналитично общество, а година по-късно се омъжва за втори път за аналитика Рихард Щерба. През 1930 става пълноправен член на обществото.
Стерба се насочва към детската анализа и през 1928 г. застава начело на центъра за образователни услуги на Виенското психоаналитично общество, а през 1932 и на по-голям център заедно с Август Айхорн, Ана Фройд и Вили Хофер.
След аншлуса на Австрия с Германия, Едита и мъжът ѝ заминават за Швейцария. По идея на Ърнест Джоунс те се опитват да си набавят визи за ЮАР, където да отидат и да помогнат в основаването на психоаналитично общество, но не успяват да получат необходимите документи. В резултат на това заминават за САЩ през 1939 г. Там тя става член на Детройтското психоаналитично общество, Американската психоаналитична асоциация и Асоциацията за детска психоанализа, както и на Мичиганската асоциация за психоанализа.
Умира на 2 декември 1986 година в Детройт на 91-годишна възраст.